# Veine métacarpienne palmaire
Les veines métacarpiennes palmaires (ou veines interosseuses palmaires) sont des veines profondes de la paume de la main satellites des artères métacarpiennes palmaires.
Elles sont drainées par l'arcade veineuse palmaire profonde.